# Манојло Хрваћанин
Манојло Хрваћанин (Дубица, 29. децембар 1849 – Београд, 2. октобар 1909), био је глумац, преводилац и политички радник.
Рођен је у имућној трговачкој породици. Основну школу похађао је у родном месту, четири разреда реалне гимназије у Раковцу (данас: у саставу Карловца), у Хрватској, а потпуно гимназијско школовање довршио у Српској великој гимназији новосадској. Под утицајем идеја Уједињене омладине српске ступио је 1867. у једно путујуће позоришно друштво, а поткрај 1868. дошао је у СНП и у њему остао до јесени 1871, када је напустио глумачку професију у којој, према оскудним подацима, није успео да се нарочито афирмише. Тада је био близак идејама Светозара Марковића.
Крајем 1871. отишао је у Швајцарску, у Цирих, где је најпре студирао медицину, али се убрзо определио за политичке науке и, као непомирљиви противник Аустрије, прихватио револуционарни рад и у њему стекао искуства корисна за политичку борбу. У Цириху је, у пролеће 1872, преко руских револуционара ступио у везу са Бакуњином, који је за своју међународну револуционарну организацију успео да придобије и српске студенте. Бакуњин је најпре основао тајну групу „Словенска браћа“, коју је чинило девет чланова, међу њима и Хрваћанин , „чију раденост, преданост и корисност препоручује и руским револуционарима“.
Почетком јула 1872. присуствовао је конгресу српских социјалиста у Цириху, у чијем су раду учествовали и Светозар Марковић и Бакуњин.
Из Цириха вратио у Дубицу и већ 1874. био је члан Главног одбора који је припремао босанско-херцеговачки устанак. Године 1874. изабран је у костајничком срезу за посланика Српског народно-црквеног сабора у Сремским Карловцима. За време устанка хапсиле су га аустријске власти. Од 1876. до 1882. најпре је као политички емигрант боравио у Швајцарској, а затим извесно време у Србији. После тога је две г. са братом Мојом Хрваћанином-Станчићем (в) скупљао лексикографску грађу за Српску академију наука. Године 1884. учествовао је у покретању листа „Србобран“ у Загребу, у којем је и сарађивао. Настанивши се при крају живота у Београду, бавио се новинарством. Још као ђак завршних разреда гимназије скупљао је у Дубици и Хрватској крајини народне загонетке и песме; већи број загонетака и девет народних песама објавио је у „Матици“ (1868, 1869). Сарађивао је још у „Вили“ Ст. Новаковића, доцније у „Народном гласнику“ (Темишвар), „Самоуправи“ и „Застави“. Бавио се и преводилачким радом.
У његовом преводу извођени су комади: Париски кочијаш, позоришна игра у пет чинова у преради Ј. Хајмана (у СНП 1870, НП Бгд 1875); Посланички аташе, шаљива игра у три чина А. Мејака (у СНП 1870); Глумица, шаљива игра у једној радњи, по Н. Фурнијеу прерадио В. Фридрих (у СНП 1870); Маријана, позоришна игра у пет раздела А. Д’Енерија и Малијана, коју је Х. „за српску позорницу удесио“ – у ствари драматуршки приредио (у СНП 1872); У петак, шаљива игра у једној радњи З. Шлезингера (у НП Бгд 1871, СНП 1872); Прва седа влас, шаљива игра у једном чину О. Фејеа (у НП Бгд 1875), и После игранке, шаљива игра у једном чину А. Дикеа (у СНП 1877).